# 바버라 헨드릭스

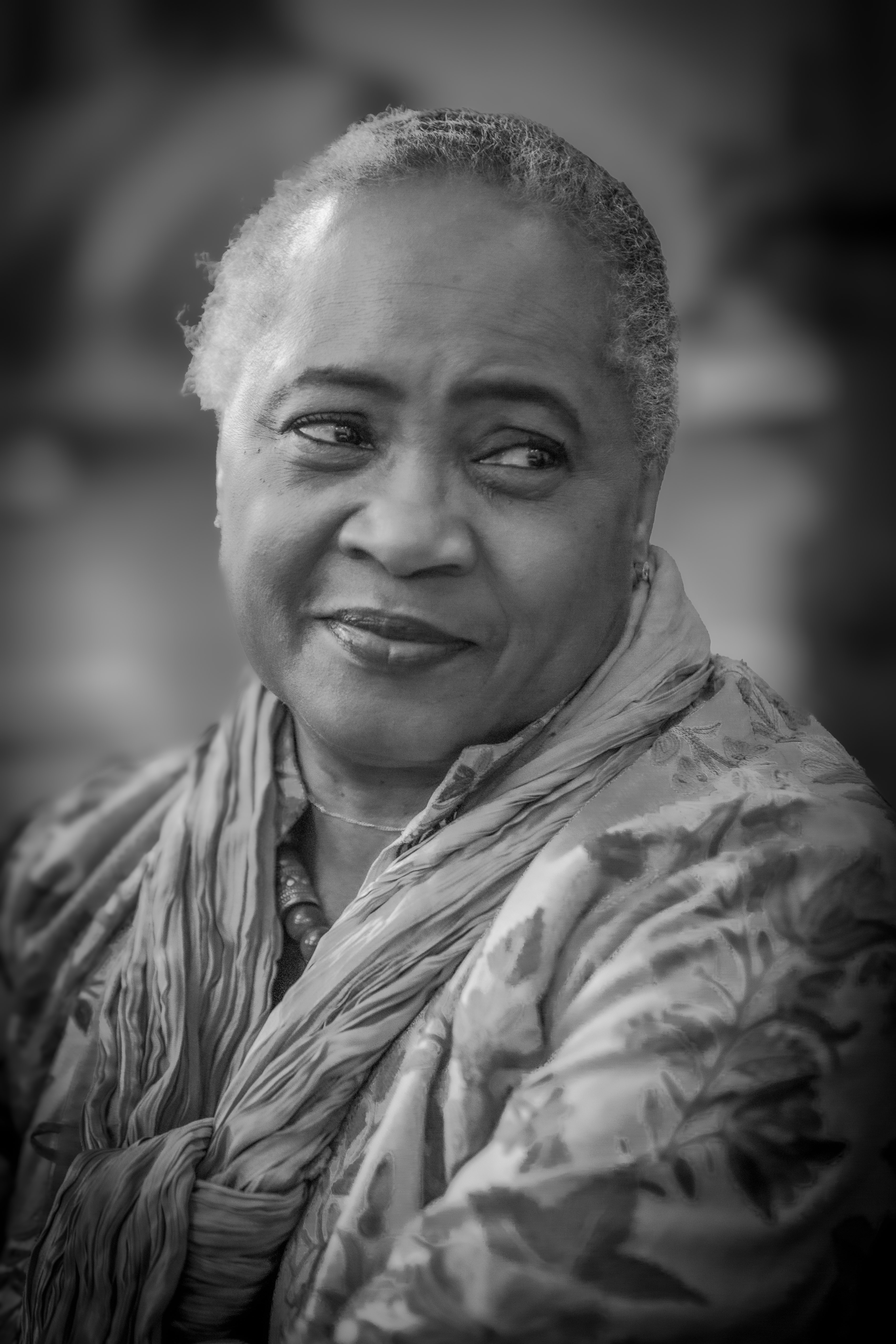

바버라 헨드릭스(영어: Barbara Hendricks, 1948년 11월 20일 ~ )는 미국의 소프라노 가수이다.